# Phytomia varians
Phytomia varians är en tvåvingeart som beskrevs av Charles Howard Curran 1927. Phytomia varians ingår i släktet Phytomia och familjen blomflugor.
Artens utbredningsområde är Kongo. Inga underarter finns listade i Catalogue of Life.